# Fondarella
Fondarella – gmina w Hiszpanii, w prowincji Lleida, w Katalonii, o powierzchni 5,35 km². W 2011 roku gmina liczyła 825 mieszkańców.